# George Knott
George Knott, född 19 augusti 1910, död 22 mars 2001, var en australisk friidrottare. Han deltog vid olympiska sommarspelen 1948.